# Francisc Spielmann
Francisc Spielmann (Oradea, 10 luglio 1907 – 21 novembre 1974) è stato un calciatore ungherese naturalizzato rumeno, di ruolo attaccante.

## Carriera

### Nazionale
Ha giocato dapprima per la nazionale rumena, quindi ha inframezzato diverse partite con la nazionale ungherese (dovuto al fatto che durante la Seconda guerra mondiale la città rumena di Oradea, in cui Spielmann era nato, fu annessa per alcuni anni dall'Ungheria, salvo poi tornare alla Romania al termine del conflitto).

## Palmarès

### Club

#### Competizioni nazionali
- Campionato ungherese: 1

Nagyváradi: 1943-1944